# Liar/Dead Is the New Alive
Liar/Dead Is the New Alive è un EP della musicista statunitense Emilie Autumn, pubblicato nel 2006. 

## Tracce
1. Liar (Album Version) - 6:01
2. Dead Is the New Alive (Album Version) - 5:03
3. Mad Girl - 4:14
4. Best Safety Lies in Fear - 2:55
5. In the Lake (Live) - 4:01
6. Let It Die (Live) - 3:17
7. Liar (Murder Mix by Brendon Small) - 5:49
8. Liar (Manic Depressive Mix by ASP) - 4:57
9. Liar (Machine Mix by Dope Stars Inc.) - 3:57
10. Liar (Medical Mix by Angelspit) - 5:28
11. Dead Is the New Alive (Velvet Acid Christ Club Mix) - 5:08
12. Dead Is the New Alive (Manipulator Mix by Dope Stars Inc.) - 5:11
13. Thank God I'm Pretty (Cover by Spiritual Front) - 3:57
14. Unlaced (Preview Track) - 3:32